# École nationale du jeu et des médias interactifs numériques
École nationale du jeu et des médias interactifs numériques (Enjmin) är en fransk högskola med inriktning mot datorspel och interaktiva media. Dess campus är beläget i Angoulême. Verksamheten grundlades 1999 när Conservatoire national des arts et métiers i Poitou-Charentes skapade en utbildning i multimedia och år 2003 beslöt Jean-Pierre Raffarin att utbildningen skulle omvandlas till en formell högskola vilket skedde 2005.